# Derobrachus apterus
Derobrachus apterus är en skalbaggsart som beskrevs av Bates 1879. Derobrachus apterus ingår i släktet Derobrachus och familjen långhorningar.
Artens utbredningsområde är:
- El Salvador.
- Guatemala.
- Honduras.
- Panama.

Inga underarter finns listade i Catalogue of Life.